# Orsa (commune)
Pour les articles homonymes, voir Orsa.
La commune d'Orsa est une commune du comté de Dalécarlie en Suède. 6 812 personnes y vivent. Son siège se trouve à Orsa.

## Géographie
La commune d'Orsa est située au nord-est du Lac d'Orsa, qui est lui-même relié par un canal avec le Lac Siljan.
Les curiosités naturelles incluent la montagne Grönklitt qui abrite un parc à ours et un domaine skiable. Le parc à ours est un espace clôturé contenant non seulement des ours, mais également des loups, des lynx et des gloutons. Il s'agit du plus grand parc à ours du Nord de l'Europe.

## Localités principales
- Orsa
- Skattungbyn

## Personnalité
- Gustaf de Laval, inventeur du XIXe siècle.